# Comme Il Faut
La Compagnie des Tabacs Comme Il Faut, S.A. est une compagnie internationale de tabac basée à Port-au-Prince, en Haïti. Elle appartient à Luckett, Inc. de Louisville, Kentucky aux États-Unis, et est aussi la seule productrice de cigarette locale avec ses marques Comme Il Faut et Point.

## Historique
Comme Il Faut a été fondée en 1927. L'entreprise est spécialisée comme fournisseur de marque de distributeur pour ses clients à travers le monde. Avec un investissement de 10 millions de dollars américains en équipement, la compagnie a augmenté sa capacité de production à plus de 20 000 kilos de tabac par jour.
En 2008, la compagnie lance une deuxième marque de cigarettes plus abordable sur le marché haïtien nommée Point.

## Communauté
Comme Il Faut est devenue l'une des plus prestigieuses compagnies en Haïti en tant que contribuable et pour son parrainage de plusieurs activités éducationnelles, sportives et culturelles.  La compagnie est un parraineur de groupes musicaux populaires tels que Djakout Mizik, Gracia Delva, Kreyol La et Mizik Mizik.
En 2001, certains membres de la compagnie ont appartenu à un projet de 40 millions dollars américains signé par le gouvernement haïtien pour le développement d'un hôtel opéré par la chaine Hilton à Port-au-Prince. Le projet a été ensuite abandonné.